# Eurystyles guentheriana
Eurystyles guentheriana là một loài thực vật có hoa trong họ Lan. Loài này được (Kraenzl.) Garay mô tả khoa học đầu tiên năm 1980.